# Gloria Whelan
Gloria Whelan (Detroit, 23 novembre 1923) è una scrittrice e poetessa statunitense principalmente nota nel campo della letteratura per ragazzi.

## Biografia
Gloria Ann Whelan nasce il 23 novembre 1923 a Detroit da  William Joseph e Hildegarde Rewoldt.
Dopo gli studi all'Università del Michigan sposa nel 1948 Joseph L. Whelan dal quale ha due figli.
Dopo aver lavorato come assistente sociale, si trasferisce nei pressi di Mancelona, nel Nord del Michigan dove vive con il marito.
Scrittrice versatile autrice di poesie, racconti e romanzi storici, il suo principale contributo è nella narrativa per l'infanzia e young adult nel quale settore ha vinto nel 2000 un National Book Award.

## Opere tradotte in italiano
- La scuola indiana (The indian school, 1996), Milano, Mondadori, 1998 traduzione di Angela Ragusa ISBN 88-04-45738-4.
- Una casa per Chu Ju (Chu Ju's House, 2004), Milano, Fabbri, 2006 traduzione di Alessandra Milanese ISBN 88-451-3834-8.

## Premi e riconoscimenti
- Michigan Author Award: 1998
- National Book Award per la letteratura per ragazzi: 2000 per Homeless Bird